# The Jupiter Menace (Fast)
The Jupiter Menace is een muziekalbum van Larry Fast; het is uitgegeven onder zijn pseudoniem Synergy. Het is muziek geschreven voor een documentaire (1984) van Lee Auerbach en Peter Matulavich over de theorie dat de wereld toch wel vergaat, ook al proberen wij mensen van alles om dat te voorkomen. Dat was gedurende de jaren 80 een centraal thema. George Kennedy was verteller. De muziek is elektronische muziek, meer in de richting van de muziek van Isao Tomita dan bijvoorbeeld van Tangerine Dream. Fast heeft een klassieke scholing en zo bouwde hij ook zijn muziek op; de muziek werd echter niet gespeeld door een symfonieorkest maar door zijn synthesizerorkest. De muziek is opgenomen gedurende januari en februari 1982 in Fasts eigen studio (Synergy Studio).
Het album verscheen in 1998 op compact disc op Fasts eigen label (Passport ging failliet) en nadat de muziek was opgeschoond door Apple Macintosh’ Digidesign en aanverwante apparatuur.

## Musici
- Larry Fast – synthesizers, elektronica

## Muziek
Allen door Fast, doch track 4 heeft het ondersteunende ritme van Mars van Gustav Holsts The Planets, zonder overigens genoemd te worden.

| Nr. | Titel                                                        | Duur |
| --- | ------------------------------------------------------------ | ---- |
| 1.  | The alignment                                                | 0:54 |
| 2.  | Alien earth                                                  | 2:38 |
| 3.  | Rampage of the elements                                      | 1:11 |
| 4.  | The Jupiter menace                                           | 2:37 |
| 5.  | Pueblo bonito                                                | 2:23 |
| 6.  | The Prophecy- The Prophecy fullfilled                        | 2:38 |
| 7.  | Warriors (van eerste album)                                  | 2:37 |
| 8.  | Earth in space                                               | 3:30 |
| 9.  | Ancient Gods                                                 | 1:58 |
| 10. | The plunge/Earthquake simulation (Sequence 14 van Seqeuncer) | 3:43 |
| 11. | Solar observatory (Delta four van Games)                     | 1:50 |
| 12. | San Francisco 1906 (Delta three van Games)                   | 1:04 |
| 13. | The survivalists                                             | 1:49 |
| 14. | Cities on the brink (Fight van Audion)                       | 3:23 |
| 15. | The mystery of Piri Reis                                     | 1:29 |
| 16. | Return to admiral Byrd’s camp                                | 1:40 |
| 17. | The final alignment                                          | 1:25 |
| 18. | Closing theme (Trellis van Cords)                            | 3:38 |